# Maslenjača
Maslenjača es una localidad de Croacia situada en el municipio de Đulovac, en el condado de Bjelovar-Bilogora. Según el censo de 2021, tiene una población de 139 habitantes.

## Geografía
Se encuentra a una altitud de 138 metros sobre el nivel del mar, a unos 138 km de la capital nacional, Zagreb.

## Demografía
| Gráfica de población de Maslenjača 1857-2021                       |
|                                                                    |
| Según los censos de población de la Oficina de Estadísticas Croata |